# Parasite Eve (manga)
Parasite Eve (パラサイト・イヴ?, Parasaito Ivu) e Parasite Eve Diva ― N. Y. Shi no utahime (パラサイト・イヴDIVA―N.Y.死の歌姫?, lett. "Parasite Eve Diva: N.Y. Diva di morte") sono due manga di Fujiki Noriko, basati sul romanzo e sui videogiochi di Parasite Eve.

## Parasite Eve
Costituito da tre volumi raccolti in un unico tankōbon, è ispirato al romanzo originale. Uscito per la prima volta su Asuka Comics DX nel marzo 1998.
Venne pubblicato anche in italiano dalla Planet Manga.

## Parasite Eve Diva
Costituito da due volumi, è ispirato al videogioco. Uscito per la prima volta su Asuka Comics DX nel settembre 1998 (il primo volume) e nel luglio 1999 (il secondo volume).